# Histoire philatélique et postale de l'Algérie
Cet article présente l'histoire postale et philatélique de l'Algérie. Elle présente trois aspects assez différents : un ensemble de départements français, au statut un peu particulier mais presque totalement intégré au système postal français (avant 1900 et peu avant l'indépendance) ; un statut proche mais qui a donné lieu à des émissions philatéliques locales ; et enfin, un état indépendant avec sa propre politique postale.

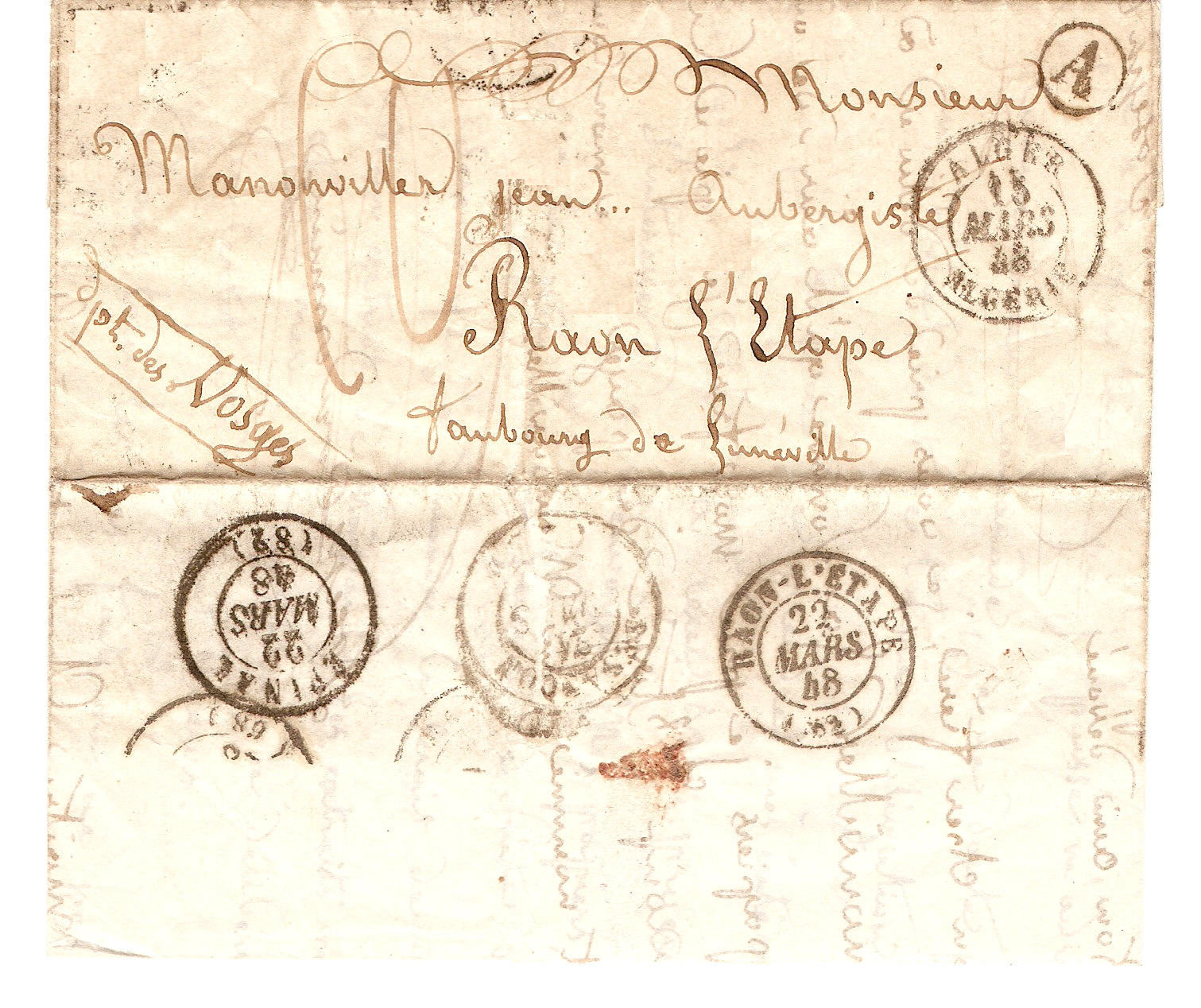
Lettre des environs d'Alger vers Raon l'Etape de 1848

## Histoire
Les premières lettres envoyées par des Européens en Algérie datent de 1690. Oran a été un préside Espagne au XVIIIe siècle et des marques postales sont connues depuis 1749.

## Colonisation française
Les premiers vrais services postaux ont été ouverts à partir de 1830 dans le cadre de l'administration française. Au départ, il s'agissait simplement d'un bureau militaire à Alger qui a été ouvert au public en 1835. Les cachets militaires ont été utilisés jusqu'en 1839, ensuite les cachets à date avec nom de ville ont été généralisés. Le réseau se ramifia également vers l'intérieur et 295 bureaux de postes étaient opérationnels en 1880.

### Intégration dans le système postal français
De 1848 à 1924 l'administration a considéré les départements français d'Algérie à parité avec les départements métropolitains. Le système postal français a donc été intégralement en vigueur, avec toutefois quelques nuances comme le montrent les mécanismes d'affectation des cachets d'oblitération.

### Oblitérations petits chiffres
Les bureaux de poste algériens ont donc utilisé les oblitérations petits chiffres.
La plupart des bureaux importants d'Algérie sont classés à la suite des cachets de la métropole (entre le numéro 3710 pour Alger et 3739 pour Tlemcen). Les suivants sont ensuite dispersés au milieu des cachets français, au fur et à mesure des ouvertures de bureau de poste.

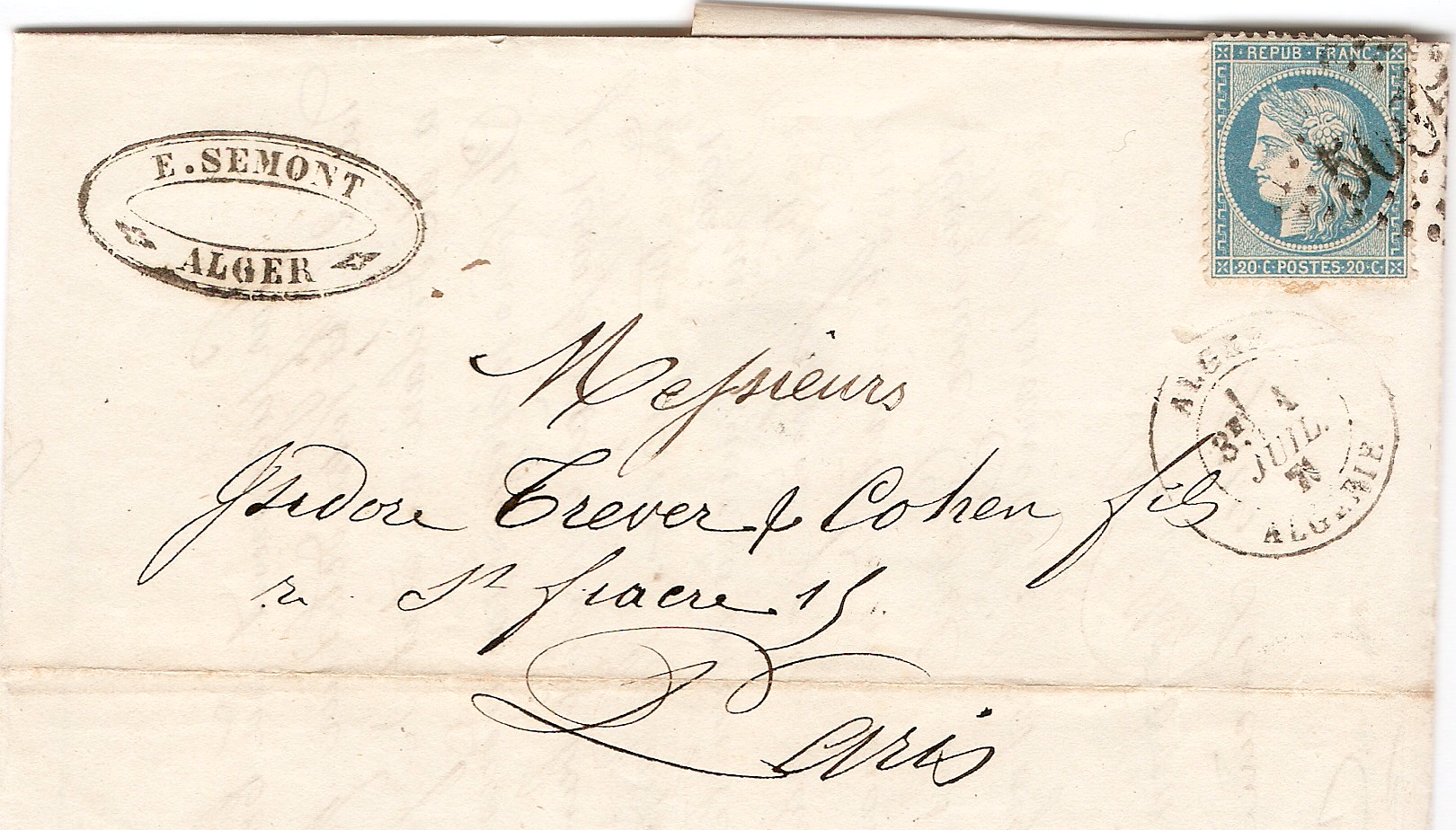
Lettre de 1871 avec oblitération Gros Chiffres 5005 sur 25 c. Cérès

### Oblitérations gros chiffres
À partir de 1862 l'Algérie a utilisé le système d'oblitérations à gros chiffres préconisé par l'administration française.
Dans ce nouveau système, les départements d'Algérie sont nettement séparés de la métropole (au-delà du numéro 5000), et regroupés avec les bureaux d'outremer (par exemple Constantinople).

### Les premières émissions

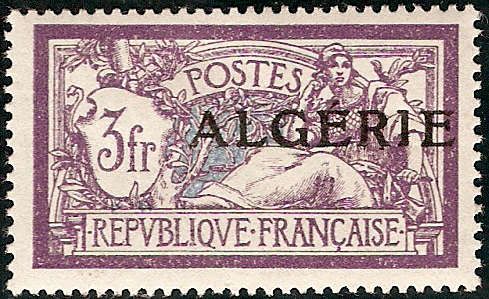
Première émission 3f Merson

À partir de 1924, les timbres français d'usage courant furent surchargés par le libellé "ALGÉRIE". Une série de 32 timbres fut ainsi émise sur une durée de deux ans :
- au type Blanc : 1c, 2c, 3c, 4c, 5c, et un 1c surchargé ½c ;
- au type Semeuse sur fond plein : 5c, 10c, 15c, 20c, 25c, 30c, 35c, 40c, 1f 05 ;
- au type Semeuse sur fond ligné : 15c, 60c, 65c, 80c, 85c ;
- au type Pasteur : 10c, 15c, 30c, 45c, 50c, 75c ;
- au type Merson : 40c, 45c, 1f, 2f, 3f, 5f.

Il y eut également un 30c préoblitéré au type Semeuse.
La première émission originale portant la mention « Algérie » date de 1926. Il s'agissait de quatre motifs représentant des vues locales (rue de la Casbah, mosquée Sidi Abderahmane, mosquée de la pêcherie et une vue depuis la mosquée des pêcheurs). 35 timbres ont été émis avec des valeurs qui s'échelonnaient entre 1/2 centime (surcharge) et 20 francs.

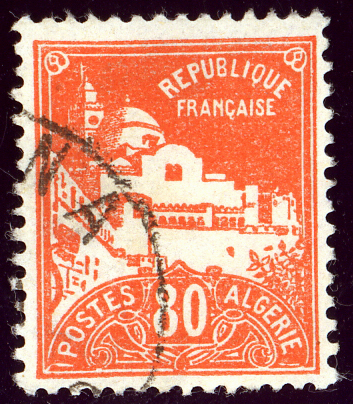
Timbre de l'Algérie française, émission de 1926, 80 c.

Les premiers timbres commémoratifs datent de 1930 avec une série émise à l'occasion du centenaire de l'Algérie française.
La première série de timbres d'usage courant sur des sites et monuments a été émise en 1936.

### La guerre de 39-45

#### L'État français
En 1940, après l'armistice, l'Algérie fut administrée par l'État français. Comme pour la France, les nouvelles émissions ne contenaient plus la mention « République Française ». Quelques timbres furent émis à l'effigie du Maréchal Pétain, en contradiction avec la tradition de ne pas représenter des personnages de leur vivant.

#### Le Comité Français de Libération Nationale
Le 8 octobre 1942 marque la date du débarquement américain en Afrique du Nord. Le 13 mars 1943 l'Algérie est administrée sous la nouvelle autorité du Comité français de la Libération nationale.
Ce fut l'occasion pour de nouvelles émissions sur le thème « un seul but : la victoire ». En 1944, une nouvelle série de timbres courants de type « sites et monuments » marque un début de retour à la normale.
Toujours en 1944, une nouvelle série de timbres courants connue sous le nom de « Coq et Marianne d'Alger » fut émise avec la mention « Postes Algérie ». Ces motifs furent ensuite repris en métropole.

#### La libération française
En 1945 et 1946, l'administration postale française procéda à de nouvelles émissions (par exemple, chaines brisées, Cérès de Mazelin, Marianne de Gandon). Ces timbres furent simplement surchargés avec la mention ALGERIE pour leur usage en Algérie.
À partir de 1947, de nouvelles émissions propres à l'Algérie firent leur apparition.

### La guerre d'Algérie
La guerre d'Algérie se déroule de 1954 à 1962.
Du côté de la philatélie officielle on peut remarquer quelques tentatives de rapprochement des émissions françaises et algériennes :
- 1955, en Algérie, le 15f rose Marianne de Muller est émis avec la mention Algérie.
- 1957, en Algérie, le 20f bleu Marianne de Muller est émis avec la mention Algérie.
- 1960, en France, deux timbres de la série sites et monuments ont des sujets algériens : les gorges de Keratta (0f45) et la Mosquée de Tlemcen (0,50f).
- 1961, en France, un timbre de la série sites et monuments (1f) a pour sujet les anciennes portes de Lodi à Médéa.

Des courriers, et plus généralement les cachets, portent des témoignages de cette période troublée, et par exemple :
- les Sections Administratives spéciales (SAS)
- des lettres détournées par l'ALN et parfois reprises par l'armée française.

Le 3 juillet 1962, trois mois après les accords d'Évian, le Président de Gaulle annonce officiellement la reconnaissance de la République algérienne. En attendant la mise en place de nouvelles émissions, la nouvelle administration algérienne procéda à la surcharge des timbres courants avec la mention EA pour « Etat Algérien ».
Dans le même contexte de transition, un ensemble de timbres français fut adapté avec une double légende « république algérienne » en français et en arabe

### Histoire postale par département
Pendant sa période française, l'Algérie était organisée en départements dont la trace est omniprésente dans les marques postales.

#### Alger

##### Nomenclatures petits et gros chiffres
Entre 1850 et 1876, les services postaux du département d'Alger ont utilisé les oblitérations par losanges petits chiffres puis gros chiffres.
La table ci-dessous recense la liste de telles oblitérations. Elle donne des indications sur la création des bureaux de poste. Les affectations de numéros témoignent des changements de noms. Ils s'interprètent en sachant que les petits chiffres sont antérieurs aux gros chiffres et qu'ils ont été attribués par vagues successives.
Par exemple, Aïn Benian est le nom original d'une commune qui a été renommée Guyotville avant de retrouver son appellation d'origine.
| Ville ou commune    | Appellation française   | Petit Chiffre | Gros Chiffre |
| ------------------- | ----------------------- | ------------- | ------------ |
| Aïn Benian          | Aïn Benian              | 3775          | 5002         |
| Aïn Benian          | Guyotville              | non           | 5033         |
| Aïn-Defla           | Duperré                 | non           | 5141         |
| Alger               | Alger                   | 3710          | 5005         |
| Attatba             | Attatba                 | non           | 5160         |
| Baghlia             | Rébeval                 | non           | 5148         |
| Beni Mansour        | Béni-Mancour            | non           | 5081         |
| Berrouaghia         | Berrouaghia             | non           | 5117         |
| Birkhadem           | Birkadem                | non           | 5151         |
| Bir Ghbalou         | Bir-Rabalou             | non           | 5172         |
| Birtouta            | Birtouta                | non           | 5116         |
| Blida               | Blidah                  | 3715          | 5013         |
| Boghar              | Boghar                  | 3753          | 5014         |
| Bordj Menaiel       | Bordj-Menaiel           | non           | 5146         |
| Boudouaou           | Alma (L')               | non           | 5057         |
| Boufarik            | Bouffarick              | 3717          | 5017         |
| Bourkika            | Bourkika                | non           | 5166         |
| Boumedfaa           | Bou-Medfa               | 3775          | 5056         |
| Boumedfaa           | Bou-Medfa               | 3776          | 5056         |
| Bou-Saâda           | Bou-Saada               | non           | 5131         |
| Bou-Saâda           | Bou-Saada               | non           | 5132         |
| Chéraga             | Cheragas                | 4374          | 5020         |
| Cherchell           | Cherchell               | 3719          | 5021         |
| Chiffa              | Chiffa (La)             | non           | 5147         |
| Chlef               | Orléansville            | 3733          | 5052         |
| Dellys              | Dellys                  | 3722          | 5024         |
| Dely Ibrahim        | Dely-Ibrahim            | 3723          | 5025         |
| Djelfa              | Djelfa                  | non           | 5109         |
| Djasr Kasentina     | Gué-de-Constantine (Le) | non           | 5117         |
| Douera              | Douera                  | 3725          | 5027         |
| Draa El Bordj       | Bordj-Bouira            | non           | 5169         |
| Draa el Mizan       | Dra-El-Mizan            | 4372          | 5028         |
| El Affroun          | El Affroun              | 3774          | 5131         |
| El-Harrach          | Maison Carrée (La)      | 3912          | 5040         |
| Hadjout             | Marengo                 | 3777          | 5041         |
| Hussein Dey         | Hussen-Dey              | non           | 5115         |
| Khemis El-Khechna   | Le Fondouck             | 4369          | 5029         |
| Khemis Miliana      | Affreville              | non           | 5140         |
| Koléa               | Coleah                  | 3720          | 5022         |
| Kouba               | Kouba                   | 4370          | 5036         |
| Ksar el Boukhari    | Boghari                 | non           | 5142         |
| Laghouat            | Laghouat                | 4007          | 5037         |
| Lakhdaria           | Palestro                | non           | 5020         |
| Larbaa              | Arba (L')               | 3711          | 5006         |
| Larbaâ Nath Irathen | Fort-Napoléon           | 4371          | 5030         |
| Larbaâ Nath Irathen | Fort-National           | non           | 5030         |
| Médéa               | Medeah                  | 3727          | 5043         |
| Miliana             | Milianah                | 3729          | 5046         |
| Mouzaia             | Mouziaville             | 3774          | 5049         |
| Naciria             | Azib-Zamoun             | non           | 5159         |
| Oued Djer           | Pont-de-l'Oued-Djer     | 4120          | 5056         |
| Ouled El Alleug     | Oued-El-Alleg           | non           | 5130         |
| Oued Fodda          | Oued-Fodda              | non           | 5158         |
| Oued-Sly            | Oued-Sly                | non           | 5157         |
| Oum Drou            | Ponteba                 | non           | 5152         |
| Reghaïa             | La Reghaia              | 4106          | 5057         |
| Rouïba              | Rouiba                  | 4373          | 5059         |
| Sidi Moussa         | Sidi-Moussa             | non           | 5108         |
| Sour El-Ghozlane    | Aumale                  | 3713          | 5010         |
| Staoueli            | Staouely                | 4122          | 5066         |
| Ténès               | Tenez                   | 3738          | 5072         |
| Thenia              | Col-des-Béni-Aicha      | non           | 5045         |
| Theniet El Had      | Tenet-el-Haad           | 3763          | 5073         |
| Tizi Ouzou          | Tizi Ouzou              | 4190          | 5077         |

#### Constantine

##### Nomenclatures petits et gros chiffres
Entre 1850 et 1876, les services postaux du département de Constantine ont utilisé les oblitérations par losanges petits chiffres puis gros chiffres.
La table ci-dessous recense la liste de telles oblitérations. Elle donne des indications sur la création des bureaux de poste. Par exemple ceux qui ne disposent pas de numéro à petits chiffres ont été créés après 1862.
| Ville ou commune   | Appellation française | Petit Chiffre | Gros Chiffre |
| ------------------ | --------------------- | ------------- | ------------ |
| Ain Arnat          | Ain-Arnat             | non           | 5161         |
| Aïn Béïda          | Aïn Béïda             | 4116          | 5001         |
| Ain Berda          | Penthièvre            | 3846          | 5054         |
| Akbou              | Akbou                 | non           | 5143         |
| Annaba             | Bône                  | 3716          | 5015         |
| Azzaba             | Jemmapes              | 4104          | 5035         |
| Batna              | Batna                 | 3714          | 5011         |
| Béjaïa             | Bougie                | 3718          | 5018         |
| Biskra             | Biskra                | 3752          | 5012         |
| Bordj Bou Arreridj | Bordj-Bou-Arreridj    | non           | 5125         |
| Chihani            | Barral                | non           | 5114         |
| Collo              | Collo                 | non           | 5111         |
| Constantine        | Constantine           | 3721          | 5023         |
| Didouche Mourad    | Bizot                 | non           | 5124         |
| Dréan              | Mondovi               | non           | 5113         |
| El Harrouch        | El Harrouch           | 3751          | 5007         |
| El Hadjar          | Duzerville            | non           | 5112         |
| El Kala            | Calle (La)            | 3754          | 5019         |
| El-Kantours        | El-Kantours           | non           | 5120         |
| Emjez Edchich      | Robertville           |               | 5031         |
| Guelma             | Guelma                | 3756          | 5034         |
| Jijel              | Djidjelli             | 3724          | 5026         |
| Khenchela          | Khenchela             | non           | 5144         |
| Kroubs             | Kroubs                | non           | 5133         |
| Mila               | Milah                 | 3758          | 5045         |
| Oued Athmenia      | Oued-Athimenia        | non           | 5150         |
| Oued Zenati        | Oued-Zénati           | non           | 5138         |
| Ramdane Djamel     | Saint-Charles         | non           | 5002         |
| Salah Bouchaour    | Gastonville           | 4187          | 5031         |
| Sétif              | Sétif                 | 3735          | 5062         |
| Skikda             | Philippeville         | 3734          | 5055         |
| Skikda             | Philippeville         | 3794          | 5055         |
| Souk Ahras         | Soukaras              | 4005          | 5065         |
| Stora              | Stora                 | 3737          | 5068         |
| Tazoult            | Lambese               | 3757          | 5039         |
| Tébessa            | Tébessa               | 3762          | 5071         |
| Zighoud Youcef     | Smendou               | 3760          | 5064         |
|                    | Armée-Française       | non           | 5170         |

#### Oran

##### Nomenclatures petits et gros chiffres
Entre 1850 et 1876, les services postaux du département d'Oran ont utilisé les oblitérations par losanges petits chiffres puis gros chiffres.
La table ci-dessous recense la liste de telles oblitérations. Elle donne des indications sur la création des bureaux de poste. Par exemple ceux qui ne disposent pas de numéro à petits chiffres ont été créés après 1862.
| Ville ou commune    | Appellation française | Petit Chiffre | Gros Chiffre |
| ------------------- | --------------------- | ------------- | ------------ |
| Aïn el Arba         | Aïn el Arba           | non           | 5093         |
| Aïn Fekan ?         | Ain-Fekarin           | non           | 5165         |
| Aïn Tédelès         | Ain-Tedeles           | 4367          | 5003         |
| Aïn Témouchent      | Ain-Temouchen         | 4363          | 5004         |
| Ammi Moussa         | Ammi-Moussa           | non           | 5136         |
| Arzew               | Arzew                 | 3712          | 5008         |
| Béni Saf            | Beni-Saf              | non           | 5171         |
| Bouguirat           | Bouguirat             | non           | 5134         |
| Boukhanafis         | Bou-Kanifis           | non           | 5110         |
| Bousfer             | Bou-Sfer              | non           | 5120         |
| Boutlelis           | Bou-Tlélis            | 4361          | 5016         |
| Dhaya               | Daya                  | non           | 5128         |
| El Bayadh           | Geryville             | 4446          | 5032         |
| El Kerma            | Valmy                 | 3795          | 5078         |
| Es Senia            | La Sénia              | non           | 5149         |
| Gdyel               | Gudiel                | 3755          | 5033         |
| Gdyel               | Saint-Cloud d'Algérie | 3794          | 5069         |
| Ghar-Rouban         | Gar-Rouban            | non           | 5127         |
| Ghazaouet           | Nemours               | 3731          | 5050         |
| Hassi-Ameur         | Assi-Ameur            | 4365          | 5009         |
| Hennaya             | Hennaya               | non           | 5164         |
| L'Hillil            | L'Hillil              | non           | 5135         |
| Maghnia             | Lalla-Maghrnia        | 4189          | 5038         |
| Marsat El Hadjadj ? | Blad-El-Hadjady       | non           | 5168         |
| Mascara             | Mascara               | 3726          | 5042         |
| Mers el-Kébir       | Mers el-Kébir         | 3728          | 5044         |
| Mesra               | Aboukir               | 4366          | 5000         |
| Misserghin          | Miserghin             | 3793          | 5047         |
| Mohammadia          | Perregaux             | non           | 5123         |
| Mostaganem          | Mostaganem            | 3730          | 5048         |
| Oran                | Oran                  | 3732          | 5051         |
| Oued el Hammam      | Oued-El-Hammam        | 4447          | 5053         |
| Oued Rhiou          | Oued-Riou             | non           | 5163         |
| Oued Tlelat         | Tlelat (Le)           | 4362          | 5074         |
| Ouled Mimoun        | Ouled Mimoun          | non           | 5126         |
| Ouled Mimoun        | Lamoricière           | non           | 5126         |
| Relizane            | Relizane              | 4364          | 5058         |
| Saïda               | Saïda                 | 3759          | 5060         |
| Sebdou              | Sebdou                | 4448          | 5061         |
| Sidi Ali            | Sidi-Ali              | non           | 5167         |
| Sidi Ali Benyoub    | Sidi-Ali-Ben-Youb     | non           | 5137         |
| Sidi-Bel-Abbès      | Sidi-Bel-Abbès        | 3736          | 5063         |
| Sidi Brahim         | Sidi-Brahim           | non           | 5162         |
| Sidi Hamadouche     | Les Trembles          | non           | 5122         |
| Sig                 | Saint-Denis-du-Sig    | 3761          | 5070         |
| Stidia              | Stidia (La)           | 4368          | 5067         |
| Tiaret              | Tiaret                | 3764          | 5076         |
| Tlemcen             | Tlemcen               | 3739          | 5075         |
| Zahana              | Saint-Lucien          | non           | 5045         |
| Zemmora             | Zemmorah              | non           | 5145         |

## L'Algérie indépendante
Les premiers timbres conçus par la nouvelle république algérienne datent de 1962 sur le thème du retour à la paix avec comme emblème le drapeau algérien. De petit format, 8 valeurs ont été émises (5c, 10c, 25c, 95c, 1f, 2f, 5f, 10f). Au même moment des timbres commémoratifs font leur apparition, et les premiers sujets sont les suivants :
- Campagne mondiale contre la faim ;
- Anniversaire de l'indépendance ;
- Congrès des médecins arabes à Alger ;
- Constitution ;
- 9e anniversaire de la révolution ;.

À partir de 1965, le Dinar commence à apparaitre comme unité de valeur.
À partir de 2018, l'anglais remplace le français sur les timbres algériens.